# 陳國煙
陳國煙（1939年—2002年），臺灣臺南人，因脊椎病變而癱瘓，後以繪畫維生，以畫龍成名。

## 生平
陳國煙出生於台南市，雙親從事捕魚。
早年陳國煙隨同父親至溪河捉魚，因腳部不慎被不明物品戳到，以致在十九歲身體開始無法站立。他曾因不忍看到父親替他四處求醫拖累家庭，一度離家。後來自忖不能如此下去便學習廣告美工，廿九歲開始為商家繪圖自力謀生，在台南市公園路租一間小屋作為畫室。多年後，經奇美醫院診斷，他才知道病變是竹節狀脊椎。
1977年，陳國煙在鄭豐喜遺孀吳繼釗的幫忙下，畫作舉辦巡迴畫展。由鄭豐喜基金會在該年12月24日替陳國煙、張惠明這兩位傷殘畫家在國立臺灣博物館舉行畫展。陳國煙除此次畫展獲得佳評外，因此結識在台南紡織工作的張雅娟，次年結婚。兩人生有三名子女，其中二女兒陳秀卿高職畢業後，還會陪伴父親四處開畫展。
陳國煙早年以畫龍出名，後來有感於太多畫家創作同樣的題材，專研以一筆成畫的畫技。1989年12月間，陳國煙在吳繼釗推荐下，獲第三屆金毅獎。1991年，台南市社教館畫展上，陳國煙的作品以新台幣一百一十萬元賣出。一家位於台南市安平路上一家賣天婦羅與魚酥羹的小吃店，還會贈送陳國煙所繪的書籤。
2002年3月4日，六十三歲的陳國煙，以殘障機車代步時，在台南市發生車禍，頸椎第七節折斷，從胸部以下肢體麻痺。該年去世。在車禍前原計畫在該年10月在台南市立圖書館舉辦個展。三年後，2006年11月14日到12月3日，基隆文化中心展出陳國煙的龍畫及人物畫。